# يوم التطهير (فيلم)
يوم التطهير (بالإنجليزية: Sanitation Day)‏، هُو فيلم إثارة وجريمة نيجيري صدر سنة 2021، وأخرجه وأنتجه وكتب نصه سيي باباتوبي. الفيلم من بطولة كُل من Blossom Chukwujekwu وإيلوزانام أوغبولو و‌Charles Inojie و‌نسي إيكبي إيتيم.

## روابط خارجية
- يوم التطهير على موقع IMDb (الإنجليزية)
- يوم التطهير على موقع روتن توميتوز (الإنجليزية)
- يوم التطهير على موقع قاعدة بيانات الفيلم (الإنجليزية)
- يوم التطهير على موقع ليتربوكسد (الإنجليزية)
- يوم التطهير على موقع كينوبويسك (الروسية)